# Oku (jezero)
Oku je kratersko jezero smješteno na istoimenom vulkanskom masivu na platou Bamenda i sjeverozapadnom Kamerunu. Jezero je potpuno okruženo kišnom prašumom i leži u krateru koji se formirao u zadnjoj fazi razvoja masiva. Masiv je ogromno vulkansko polje promjera 100 kilometara. U blizini se nalazi i stratovulkan Oku visok 3011 metara. 
Jezero je predmetom priča i vjerovanja lokalnih plemena.
U jezeru se razvila i endemska vrsta žabe.
Okolna prašuma Kilum-Ijim je prirodni rezervat i dom mnogim ugroženim vrstama.